# Oreodytes subrotundus
Oreodytes subrotundus är en skalbaggsart som först beskrevs av Henry Clinton Fall 1923.  Oreodytes subrotundus ingår i släktet Oreodytes och familjen dykare. Inga underarter finns listade i Catalogue of Life.